# Salzburg Research
Die Salzburg Research Forschungsgesellschaft m.b.H. (SRFG) ist die außeruniversitäre non-profit Forschungsgesellschaft des Landes Salzburg. Sie betreibt angewandte Forschung und Entwicklung im Bereich der Informations- und Kommunikationstechnologien (IKT).

## Geschichte
1996 ging aus der Synergie des Telekom Research Centers der Fachhochschulstudiengänge und dem Institut für Informationsökonomie und neue Medien die Techno-Z Forschungs- und Entwicklung GmbH hervor. Schon damals waren die Forschungsthemen rund um die Informations- und Kommunikationstechnologien interdisziplinär und breit gefächert: technologische Forschung und Entwicklung sowohl an der Basis des Internets (Telekommunikation, Quality of Service, Testen und Messen, Protokolle und Algorithmen) wie auch im Inhalte-Bereich (Content Engineering, Workflow-Optimierung, Middleware, e-Commerce, Hypermedia und Wissensmanagement), begleitet von sozial- und wirtschaftswissenschaftlicher Forschung zur Transformation der Informations- und Wissensgesellschaft.
Am 19. Jänner 2000 wurde das Land Salzburg Alleineigentümer der Forschungsgesellschaft. Seit diesem Jahr trägt die nunmehrige Landesforschungsgesellschaft den Namen Salzburg Research Forschungsgesellschaft. Im Jahr 2015 feierte die Forschungsgesellschaft ihr 15-jähriges Jubiläum als Landesforschungsgesellschaft.
- Standort: Science City in Salzburg-Itzling
- Aufsichtsrat (ab 18. Dezember 2023): Anton Plimon (Vorsitz), Stefan Linsinger (stellv. Vorsitz), Lisa Katharina Promok, Thomas Jerger, Michael Titze sowie drei Mitglieder des Betriebsrats: Wolfgang Kremser, Dietmar Glachs und Daniel Grünfelder.[2]
- Fachbeirat: Manfred Hauswirth (Fraunhofer Fokus und TU-Berlin), Volker Markl (DFKI und TU-Berlin), Vanessa Borkmann (Fraunhofer IAO und HRS Berlin), Marion Poetz (Copenhagen Business School)[3]

Salzburg Research ist Mitglied der Forschung Austria sowie auf Europäischer Ebene der European Association of Research and Technology Organisations (EARTO). Außerdem ist Salzburg Research Mitglied der österreichischen Plattform Industrie 4.0 und bringt sich in dieser u. a. zum Thema 5G ein.

## Forschungslinien
Die Forschungslinien der Salzburg Research Forschungsgesellschaft konzentrieren sich mit ihren Themen rund um das Future Internet:
- ANC – Advanced Networking Center: (Netzwerktechnologien, -monitoring, Software-defined Networking)
- MTA – Mobility and Transport Analytics (Location Based Services, Location Analytics)
- HMA – Human Motion Analytics (Motion Analysis, Motion Quality)
- IVC – Innovation and Value Creation (Methoden für die frühe Innovationsphase, Open Innovation, Behaviour Change)

Die Forschungsgesellschaft ist in zahlreiche Forschungsprojekte auf EU-Ebene involviert, zum Beispiel:
- In IDIRA[7] wird beispielsweise ein System von Technologien und Richtlinien zur optimalen Ressourcenplanung und Umsetzung von internationaler Katastrophenhilfe entwickelt;
- IKS[8] entwickelt eine Open-Source-Technologieplattform für Wissensmanagement, erweitert die Reichweite der semantischen CMS-Technologie und dient als Kooperations- und Softwareentwicklungs-Drehscheibe für die semantische CMS-Community;
- In iCardea[9] entsteht eine intelligente Plattform zur Überwachung von Patienten mit Herz-Implantaten.
- SCISSOR[10] Entwicklung eines Framework zur Sicherheitsüberwachung und Behebung von entdeckten Sicherheitsproblemen.
- Nimble[11] entwickelt eine cloud-basierte open-source Software Plattform für B2B Anwendungen. Nimble fließt durch das eFactory Projekt gemeinsam mit drei weiteren Basisplattformen in ein "Smart Factory Ökosystem" ein.[12]
- Digibus® Austria[13] verfolgt das Ziel, Methoden, Technologien und Modelle zu erforschen und zu erproben, die einen zuverlässigen und verkehrssicheren Betrieb von automatisierten Shuttles in einem intermodalen regionalen Mobilitätssystem erlauben.
- 5G-MLab[14] entwickelt Methoden, um die Zuverlässigkeit von drahtlosen Netzen zu messen.
- Fit4AAL[15] ist eine erweiterbare Plug & Play Lösung, durch die nachkommende, technikvertrautere Generationen zum einen körperlich "fit(ter)" und zum anderen "fit für die Nutzung" von unterstützenden Technologien werden können.
- SimpliCITY[16] arbeitet an der gesteigerten Nutzung von regionalen Nachhaltigkeitsservices.  Dies wird mit Hilfe von digitalen und technologiegestützten Anzreizmethoden und Tools umgesetzt und betrifft die drei Bereiche Fahrradmobilität, Produktion und Konsum von regionalen Produkten sowie Services der sozialen Inklusion.
- Das Ludwig Boltzmann Institut "Digitale Gesundheit und Prävention"[17] hat zum Ziel, HKE-Patienten langfristig, nachhaltig, effizient und effektiv bei den gesundheitsfördernden Lebensstiländerungen mittels neuer digitaler Technologien zu unterstützen.

Salzburg Research koordinierte außerdem die Kompetenzzentren Salzburg NewMediaLab (SNML) (2000–2013) im Themenbereich der Neuen Medien sowie ANET (2006–2009), e-motion (2009–2011) im Bereich e-Tourismus und seit November 2018 Digital-Motion (2018–2023) im Bereich Sport, Fitness und Well-being.